# Міхаел Брессер
Мі́хаел Бре́ссер (нід. Michael Bresser; нар. 24 квітня 2007, Ланкастер) — нідерландський футболіст, захисник клубу ПСВ.

## Клубна кар'єра
2018 року приєднався до академії клубу ПСВ. 12 червня 2024 року підписав з клубом свій перший професіональний контракт до 2026 року. 12 серпня того ж року дебютував в професіональному футболі за фарм-клуб «Йонг ПСВ» в матчі Еерстедивізі проти «Йонг Аякс», вийшовши в стартовому складі.
24 серпня 2024 року дебютував в основному складі ПСВ в матчі Ередивізі проти клубу «Алмере Сіті», вийшовши на заміну Річарду Ледезмі.

## Кар'єра в збірній
Виступав за збірну Нідерландів до 17 і  до 18 років.

## Статистика виступів
Станом на 22 листопада 2024
| Клуб              | Сезон             | Чемпіонат         | Чемпіонат | Чемпіонат | Кубок | Кубок | Єврокубки | Єврокубки | Інші  | Інші | Всього | Всього |
| Клуб              | Сезон             | Дивізіон          | Матчі     | Голи      | Матчі | Голи  | Матчі     | Голи      | Матчі | Голи | Матчі  | Голи   |
| ----------------- | ----------------- | ----------------- | --------- | --------- | ----- | ----- | --------- | --------- | ----- | ---- | ------ | ------ |
| Йонг ПСВ          | 2024–25           | Еерстедивізі      | 5         | 0         | 0     | 0     | —         | —         | 0     | 0    | 5      | 0      |
| ПСВ               | 2024–25           | Ередивізі         | 1         | 0         | 0     | 0     | 0         | 0         | 0     | 0    | 1      | 0      |
| Всього за кар'єру | Всього за кар'єру | Всього за кар'єру | 6         | 0         | 0     | 0     | 0         | 0         | 0     | 0    | 6      | 0      |

## Досягнення
ПСВ
- Чемпіон Нідерландів: 2024–25[6]